# Домброва-Нова
Домброва-Нова (пол. Dąbrowa Nowa) — село в Польщі, у гміні Куслін Новотомиського повіту Великопольського воєводства.
Населення — 41 особа (2011).
У 1975-1998 роках село належало до Познанського воєводства.

## Демографія
Демографічна структура станом на 31 березня 2011 року:
|          | Загалом | Допрацездатний вік | Працездатний вік | Постпрацездатний вік |
| -------- | ------- | ------------------ | ---------------- | -------------------- |
| Чоловіки | 20      | 5                  | 14               | 1                    |
| Жінки    | 21      | 6                  | 14               | 1                    |
| Разом    | 41      | 11                 | 28               | 2                    |